# Elaphria atristrigata
Elaphria atristrigata är en fjärilsart som beskrevs av Embrik Strand 1921. Elaphria atristrigata ingår i släktet Elaphria och familjen nattflyn. Inga underarter finns listade i Catalogue of Life.